# Саво Бура
Саво Бура (Штиково, код Дрниша, 27. јануар 1974 — Штиково, код Дрниша, 7. август 1995) био је српски борац, припадник СВК и Милиције Крајине и јунак Крајине.

## Биографија
Рођен је 27. јануара 1974. године, у Штикову код Дрниша, од оца Милана и мајке Цвите. Одрастао је скупа са братом Гораном и сестром Зорицом.
Био је припадник Милиције Крајине. Као 17-годишњи добровољац приступио је Специјалној јединици за посебне намјене Милиције САО Крајине 1991. године. Прошао је специјалну обуку у Голубићу. Током ратних сукоба исказао је велику храброст. Приликом ослобађања Дрниша, био је припадник извиђачке чете дрнишке бригаде и међу првима је ушао у град. Након ослобађања Дрниша, Саво се враћа у састав Милиције Крајине и пролази битку за Коридор, борбе код Бихаћа и Петровца, те борбе у Равним котарима, да би 1994. године поново постао припадник извиђачке чете дрнишке бригаде. Када је почела хрватска агресија на Републику Српску Крајину, у акцији Олуја, Саво одбија да напусти родну Свилају и остаје да пружа отпор. Ипак, Саво је ухваћен, а затим звјерски мучен до смрти. Као датум смрти наводе се 5. август и 7. август 1995. године, иако неки извори наводе да се опирао још неколико седмица након хрватске агресије.
Дуго времена водио се као нестала особа. Године 2004. његови посмртни остаци предати су од стране Хрватске српским властима. Сахрањен је 21. децембра 2004. године на гробљу у Батајници.
Скупштина Републике Српске Крајине у прогонству прогласила га је јунаком Крајине. Добитник је Ордена Николе Тесле.
Посвећена му је пјесма Бура са Динаре, коју изводи крајишка група Српска тромеђа.

## Породица
Савин отац Милан (1944–2016) такође је остао у родном Штикову и ухваћен је од стране хрватских власти и осуђен за ратне злочине на 15 година затвора. Казна је касније преиначена на 13 година. Казну је служио у Лепоглави. Умро је 2016. године, а сахрањен је у Батајници. Савина мати Цвита (1954), скупа са сином Гораном избјегла је у Норвешку, док је Савина сестра Зорица избјегла у Аустралију.